# Tsutomu Sakamoto
Pour les articles homonymes, voir Sakamoto.
Tsutomu Sakamoto (坂本 勉, Sakamoto Tsutomu), né le 3 août 1962 à Nanbu, est un coureur cycliste japonais. Il a notamment été médaillé de bronze de la vitesse individuelle aux Jeux olympiques de 1984.

## Biographie
Il participe aux Jeux olympiques à Los Angeles. Il remporte le match pour la troisième place du tournoi de vitesse individuelle face au Français Philippe Vernet. Il termine aussi treizième du kilomètre hommes.

## Palmarès

### Jeux olympiques
- Los Angeles 1984
  -  Médaillé de bronze de la vitesse individuelle